# Wahlkreis Meißen 2 (2004–2009)
Der Wahlkreis Meißen 2 war ein Landtagswahlkreis in Sachsen, der zu den Landtagswahlen 2004  und 2009 existierte. Er hatte die Wahlkreisnummer 40. Das Wahlkreisgebiet umfasste einen Teil des zum 1. Januar 1996 gebildeten Landkreises Meißen  und bestand aus Teilen der zur Landtagswahl 1994 gebildeten Wahlkreise Meißen-Dresden Ost und Meißen-Dresden Süd. Der Landkreis ging im Zuge der sächsischen Kreisgebietsreform 2008 im neuen Landkreis Meißen auf. Das Wahlkreisgebiet bestand zwischen 2004 und 2009 aus folgenden Städten und Gemeinden: Coswig, Moritzburg, Radebeul und Radeburg. Nachfolger wurde 2014 der Wahlkreis Meißen 4, allerdings wurde die Stadt Radeburg an den Wahlkreis Meißen 2 abgegeben.

## Wahl 2009
| Amtliches Endergebnis der Landtagswahl am 30. August 2009 in Sachsen im Wahlkreis 040 Meißen 2 (Ergebnisse in Prozent) |

| Direktkandidat      | Partei          | Erststimmen in % | Zweitstimmen in % |
| ------------------- | --------------- | ---------------- | ----------------- |
| Matthias Rößler     | CDU             | 39,9             | 43,0              |
| Heinz Hoffmann      | Die Linke       | 16,8             | 16,1              |
| Martin Dulig        | SPD             | 14,6             | 10,1              |
| Robert Beck         | NPD             | 5,6              | 5,3               |
| Jens Sternberg      | FDP             | 12,4             | 10,9              |
| Innocent Töpper     | GRÜNE           | 7,8              | 8,0               |
| –                   | Tierschutz      | –                | 1,9               |
| –                   | PBC             | –                | 0,2               |
| –                   | BüSo            | –                | 0,2               |
| Dietmar Klingenberg | DSU             | 1,1              | 0,4               |
| –                   | REP             | –                | 0,1               |
| –                   | Freie Sachsen   | –                | 1,2               |
| –                   | FP Deutschlands | –                | 0,1               |
| –                   | Humanwirtschaft | –                | 0,1               |
| –                   | Piraten         | –                | 2,0               |
| –                   | SVP             | –                | 0,3               |
| Dietrich Dose       | Einzelbewerber  | 1,7              | –                 |

Es waren 59.164 Personen wahlberechtigt. Die Wahlbeteiligung lag bei 57,0 %. Von den abgegebenen Stimmen waren 1,7 % ungültig. Als Direktkandidat wurde Matthias Rößler (CDU) gewählt. Er erreichte 39,9 % aller gültigen Stimmen.

## Wahl 2004
Die Landtagswahl 2004 hatte folgendes Ergebnis (der Wahlkreisname bei der Landtagswahl 2004 lautete Meißen 2):
| Direktkandidat      | Partei     | Erststimmen in % | Zweitstimmen in % |
| ------------------- | ---------- | ---------------- | ----------------- |
| Matthias Rößler     | CDU        | 41,7             | 45,1              |
| Claudia Hertlein    | PDS        | 20,7             | 19,8              |
| Martin Dulig        | SPD        | 11,9             | 8,6               |
| Manuel Zirm         | GRÜNE      | 5,9              | 6,9               |
| Michael Fleischer   | NPD        | 6,7              | 6,9               |
| Konrad Felber       | FDP        | 7,1              | 6,1               |
| Jürgen Splettstößer | DSU        | 3,7              | 1,4               |
| –                   | PBC        | –                | 0,5               |
| –                   | GRAUE      | –                | 1,1               |
| Gerhard Marschner   | BüSo       | 2,4              | 0,9               |
| –                   | AUFBRUCH   | –                | 0,5               |
| –                   | DGG        | –                | 0,4               |
| –                   | Tierschutz | –                | 1,6               |

Es waren 58.607 Personen wahlberechtigt. Die Wahlbeteiligung lag bei 64,7 %. Von den abgegebenen Stimmen waren 1,4 % ungültig. Als Direktkandidat wurde Matthias Rößler (CDU) gewählt. Er erreichte 41,7 % aller gültigen Stimmen.